# Kos (herb szlachecki)

Herb szlachecki Kos

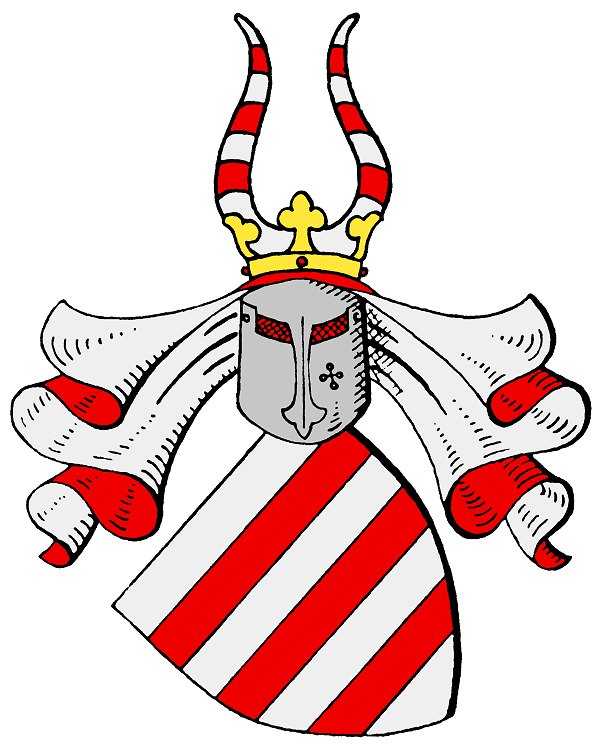
Herb szlachecki Kos odmienny rodu Kalkstein

Kos (Koś, Koss) – pruski herb szlachecki, prawdopodobnie pochodzenia zachodnioeuropejskiego. Używany przez około 20 rodzin głównie w Prusach Królewskich, a także na Mazowszu i Litwie.

## Opis herbu
W polu srebrnym trzy skosy czerwone. Klejnot: trzy pióra strusie. Labry czerwone, podbite srebrem.
Ród Kalkstein używał herbu Kos odmienny, mają w herbie trzy pasy wszerz tarczy jeden pod drugim ułożone prosto nad hełmem zaś i koroną między dwiema trąbami myśliwemi skrzydło.

## Najwcześniejsze wzmianki
Herb wymieniany przez Niesieckiego, Dachnowskiego (Herby szlachty Prus Królewskich), Ostrowskiego (Księga herbowa rodów polskich) i Chrząńskiego (Tablice odmian).

## Rodzina Kos
Najbardziej znaną rodziną tego herbu był ród Kosów von der Amsel z Prus Królewskich i ziemi chełmińskiej. Według Dachnowskiego, rodzina ta wywodzi się z Włoch, skąd przywędrowała do Prus przez Czechy w 1230. W innym rękopisie ten sam autor twierdzi jednak, że rodzina pochodzi ze starej niemieckiej szlachty von der Amsel (niem. Kos) i osiadła w Prusach w 1250. Kosowie popierali zakon krzyżacki w wojnie trzynastoletniej. Po przejęciu Prus Królewskich przez Koronę pozostali jednak na miejscu, służąc Rzeczypospolitej i dochodząc do senatorskich godności. W wiekach XVI–XVII rodzina była na Pomorzu już licznie rozrodzona, posiadała kilkanaście wsi i dzierżyła starostwa. W 1565 i 1570 rodzina posiadała wsi Belno, Jarzębiniec, Korytowo, Łaszewo, Osłowo oraz części wsi Biechowo, Buczek, Krąplewice, Lipno w powiecie świeckim. Jan Kos (zm. 1662) był w latach 1636–1643 chorążym chełmińskim, w latach 1643–1648 kasztelanem elbląskim, 1648–1662 wojewodą chełmińskim, 1649–1655 podskarbim pruskim, a także starostą borzechowskim, brodnickim, kowalewskim. Inny Jan Kos (zm. 1702) był w latach 1677–1685 miecznikiem pruskim, 1685–1688 kasztelanem inflanckim, 1688–1702 wojewodą chełmińskim. Jego syn, Jan (zm. 1712) został w 1710 wojewodą smoleńskim, a Józef (zm. 1717) został w 1709 wojewodą inflanckim. Adam Kos (zm. 1661) był biskupem chełmińskim. Liczni inni Kosowie piastowali pomniejsze urzędy i funkcje, nie tylko na Pomorzu i w jego sąsiedztwie.

## Herbowni
Kos (Koss) z przydomkiem von der Amsel. Inne rodziny tego herbu, wymieniane przez Tadeusza Gajla to: Bakszczewicz, Balaszewicz, Bałaszewicz, Bokszczanin, Borski, Brunów, Burski, Kasak, Kobyliński, Kos, Kosak, Kossacki, Kossak, Maas, Mas, Osławski, Plastwig, Pluszwic, Rabcewicz, Rossen, Rzęczkowski, Siemirowski, Wapels, Waplewski, Wąpliwski, Zakrzewski, Zubkowski-Rapcewicz.
Kos odmienny: Kalkstein,  Kalkstein Stoliński, Kalkstein Osłowski,  Kalkstein Poleski 
Siemirowscy, Borscy (Burscy), Zakrzewscy są prawdopodobnie przypisani błędnie do tego herbu – Przemysław Pragert wymienia ich z herbem Kos II.